# 莱昂·雅各布·科尔
莱昂·雅各布·科尔（1877年6月1日—1948年2月17日）是一位美国遗传学家和鸟类学家，耶鲁大学教授，1940年任美国遗传学学会会长。